# Edward Lewiński (historyk)
Edward Henryk Lewiński-Korwin (1885-1953) – polski historyk pracujący w Stanach Zjednoczonych.
Podczas I wojny światowej był sekretarzem American Polish Relief Committe, gdzie lobbował na rzecz Polski. Opublikował w Stanach Zjednoczonych szereg książek i publikacji na temat Polski oraz historii Polonii w USA, na które wielokrotnie powoływali się historycy amerykańscy. Otrzymał doktorat na uniwersytecie Columbia.